# Francisco José Ramos
Francisco José Ramos es un filósofo, poeta puertorriqueño, y catedrático jubilado de la Universidad de Puerto Rico, recinto de Río Piedras. Es miembro numerario de la Academia Puertorriqueña de la Lengua Española y autor de la obra filosófica en tres volúmenes Estética del pensamiento.

## Biografía
Ramos nació el 31 de diciembre de 1950 en Caguas, Puerto Rico. Obtuvo su licenciatura (1976) y doctorado (1982) en Filosofía de la Universidad Complutense de Madrid, donde fijará sus estudios en la filosofía de Friedrich Nietzsche, con una tesis de licenciatura titulada Pensamiento y metáfora en el Zaratustra de Nietzsche y una tesis doctoral titulada El pensamiento de la transgresión en el proyecto filosófico nietzscheano. Posteriormente, realizó estudios posdoctorales en la Universidad de París VIII (1977-1979). Inmediatamente comenzó su carrera como docente en la Universidad de Puerto Rico.
Ramos es también miembro fundador de la Sociedad Puertorriqueña de Filosofía, de la cual fue director entre 1989 y 1991. Ha sido conferenciante invitado e investigador en Georgetown University y en la Universidad de la Ciudad de Nueva York, así como en universidades de Europa, Asia y de las Américas. Es colaborador  del Instituto Hispánico de Estudios Budistas y del grupo interdisciplinario europeo "Escritura e Imagen".

## Pensamiento
El pensamiento filosófico de Ramos, desplegado en los tres tomos de su obra Estética del pensamiento, se pregunta centralmente por el pensamiento como categoría filosófica, en su relación con el lenguaje (o la escritura) y a su vez con lo Real. Su obra combina acercamientos desde la Filosofía antigua—específicamente Heráclito y Parménides—con otras tradiciones modernas y contemporáneas, como el Psicoanálisis, la Ontología y el pensamiento budista.

## Obra

### El drama de la escritura filosófica (1998):
En el primer tomo de Estética del Pensamiento, Francisco José Ramos erige su propuesta filosófica como una que atañe a la estética no en su sentido filosófico convencional, asociado al juicio sobre lo bello, sino como sensibilidad. El pensamiento es entendido no como sinónimo de pensar en tanto actividad mental, sino como la pluralidad de imágenes y configuraciones que constituyen esa actividad. Central a la propuesta de Estética del pensamiento hay un reconocimiento de la impermanencia como aquello que escapa de cualquier configuración o entramado conceptual— véase como la "articulación" original que queda codificada en la palabra escrita o los “movimientos del pensar” que suponen ser violentamente capturados por el concepto.

### Danza en el laberinto (2003):
El segundo texto del volumen, Danza en el laberinto: meditación en torno a la acción humana (2003), atiende la relación especial que guarda el arte con el lenguaje filosófico. Plantea también preguntas sobre las conexiones entre el pensamiento filosófico y el capitalismo, específicamente, la relación entre el pensamiento y la industria publicitaria. Para ello, Ramos introduce distinciones conceptuales entre estética, la obra de arte, y la experiencia artística, relacionando esta última con la práctica de la sabiduría.

### La Invención de sí mismo (2008):
El tercer volumen de la trilogía, La Invención de sí mismo (2008), está concebido como un diálogo entre la Neurociencia, el Psicoanálisis, y el pensamiento budista. En la obra, Ramos plantea conexiones entre mente, cuerpo, organismo y cerebro. Ramos se distancia de intentos de reducir la actividad mental a procesos neuronales así como la dualidad mente/cuerpo. Para ello, atraviesa el legado no-dualista de Heráclito, Lucrecio, Marco Aurelio, Spinoza, Hume, Nietzsche, Foucault, y Deleuze. Nace de ahí una propuesta que da cuenta del problema mente/cuerpo y de la imperiosa necesidad de otra manera de pensar la condición humana.

### Obras
- Cronografías. Editorial Atlántida. (1982)[12]
- Hacer: Pensar. Colección de escritos filosóficos. Editorial de la Universidad de Puerto Rico. (1984). (Editor).[13]
- Estética del Pensamiento I: el drama de la escritura filosófica. Editorial Fundamentos. (1998).[3]
- Foucault, la historia de la locura como historia de la razón: recopilación de escritos conmemorativos de Historia de la locura. Editorial Tal Cual / Dato de Correo del Editorial. (2002). (Editor con Irma Rivera Nieves)[14]
- Estética del pensamiento II: la danza en el laberinto. Editorial Fundamentos. (2003)[10]
- Estética del pensamiento III: la invención de sí mismo. Editorial Fundamentos. (2008)[11]
- La significación del lenguaje poético. Ediciones Antígona. (2012)[15][16]
- Ética, de Baruch Spinoza. Trad. Manuel Machado. Ediciones Espuela de Plata. (2013). (Editor).[17]
- La ciudad, la amistad, la palabra: encuentros filosóficos con Francisco José Ramos, Enrique Pajón y Diego Tatián. Ediciones Antígona. (2016).[18]
- Erothema. La Palma Ediciones. (2017).[19]
- Holy Trinity of Power, Success, and Money: Poets, Philosophers, Lovers: On the Writings of Giannina Braschi (2020).[20]

### Contribuciones a obras editadas
- “La otra Europa: la escritura americana con sus historias a la deriva”, en Discurso o Imagen: las paradojas de lo sonoro, Ana María Leyra. Editorial Fundamentos. (2003).[21]
- "El envolvimiento: Spinoza y la práctica de la sabiduría", en Spinoza contemporáneo, Montserrat Galcerán Huguet & Mario Esponiza Pino. Tierradenadie. (2009).[22]

### Artículos y ensayos
- "Postfacio", en El imperio de los sueños, de Giannina Braschi. (1988).[23]
- "El espacio público de la filosofía". Diálogos. Vol. 30, No. 66, 1995, pp. 117-136.[24][25]
- “Tiempo y mito”, en Diccionario Internacional de Hermenéutica. Bilbao. Universidad de Deusto. (1997)[26]
- "La crisis de la crítica". Revista de Ciencias Sociales. Vol. 5, 1998, pp. 96-112.[27][28]
- "Un aparte con el pensamiento de José Echevarría". Revista Jurídica de la Universidad Interamericana de Puerto Rico. Vol. 33, No. 3, 1999, pp. 381-385.[29]
- "El rodeo de lo inescrutable". La Torre: Revista de la Universidad de Puerto Rico. Vol. 5, No. 18, 2000, p. 619.[30]
- "La significación del lenguaje poético". La Torre: Revista de la Universidad de Puerto Rico. Vol. 8, No. 23, 2002, pp. 63-74.[31]
- "Buda y el budismo: ¿hay tal cosa?". La Torre: Revista de la Universidad de Puerto Rico. Vol. 8, No. 29-30, 2003, pp. 57-73.[32]
- "La oportunidad del momento: Dōgen y la kairosofia zen". Diálogos. Vol. 40, No. 85, 2005, pp. 127-152.[33]
- "La cultura universitaria". Escritura e Imagen. Vol. 3, 2007, pp. 185-191.[34][35]
- "Paráfrasis de una mitología conceptual". Diálogos. Vol. 42, No. 90, 2007, pp. 295-306.[36]
- "La sapienza o el amor a la sabiduría". Diálogos. Vol. 42, No. 90, 2007, pp. 9-11.[37]
- "El pensamiento de la gratitud: Schajowicz y Celan". La Torre: Revista de la Universidad de Puerto Rico. Vol. 14, No. 51-52, 2009, pp. 107-120.[38]
- "El espejo del mundo: Discurso de toma de posesión del nombramiento como Académico de Número en la Academia de la Lengua de Puerto Rico". Escritura e Imagen. Vol. 5, 2009, pp. 261-307.[39]
- "Kafka y Fellini: la irrealización de una obra". Escritura e Imagen. Vol. 11, 2015, pp. 199-207.[40]
- "Michel Foucalt: memorias y elucidaciones". Diálogos. Vol. 45, No. 94, 2013, pp. 98-109.[41]
- "Cómo pensar la poesía? (poema, imagen y escritura)". Escritura e Imagen. Vol. 9, 2013, pp. 339-357. [42]
- "La plenitud del vacío: El pensamiento de Dōgen Zenji". Diálogos. Vol. 47, No. 97, 2015, pp. 81-105.[43]
- "La ciencia intuitiva y el concepto de beatitud". Diálogos. Vol. 48, No. 100, 2016, pp. 13-41.[44]
- "La experiencia artística, la vida del pensamiento y los pliegues de lo real". Diálogos. Vol. 48, No. 101, 2017, pp. 11-32.[45]
- "Kairós: A la memoria de Manfred Kerkhoff". Diálogos. Vol. 49, No. 102, 2018, pp. 71-80.[46]
- "La recuperación de la filosofía: Ortega y la idea de principio en Leibniz". Diálogos. Vol. 53, No. 111, 2022, pp. 65-97.[47]

## Seminarios y conferencias seleccionadas
- Las humanidades: presente y futuro (Universidad de Puerto Rico, 2016).[48]
- La envoltura del tiempo: pensador y poeta Dōgen Zenji (Universidad de Puerto Rico, 2014).[49]
- La filosofía y el tiempo (Universidad de Puerto Rico, 2014).[50]
- La Práctica Zen, el lenguaje y la poesía (Instituto de Estudios Budistas Hispano, 2020).[51]
- La práctica Zen y la oportunidad del momento (Instituto de Estudios Budistas Hispano, 2020).[52]